# (36912) 2000 SA188
2000 SA188 (asteroide 36912) é um asteroide da cintura principal. Possui uma excentricidade de 0.07188790 e uma inclinação de 5.59690º.
Este asteroide foi descoberto no dia 21 de setembro de 2000 por NEAT em Haleakala.